# Museo Civico Etrusco Romano di Trevignano Romano "Prof. Gregorio Bianchini"
Il Museo Civico Etrusco Romano di Trevignano romano "Prof. Gregorio Bianchini" è la principale istituzione culturale, assieme all'Archivio storico e alla Biblioteca comunale, del Comune di Trevignano Romano, sito al pianoterra del Municipio del piccolo borgo affacciato sul Lago di Bracciano.

## Storia
Nel 1894 a Trevignano Romano vengono identificati i primi resti di fortificazioni sul Monte di Rocca Romana, grazie a Adolfo Cozza e Angelo Pasqui. Nei primi del ‘900 inizia il recupero di reperti di corredi funerari, che giungono da delle tombe disposte nella zona di via della Macchia. Dal 1959 aumentano le attività di ricerca, si susseguono ritrovamenti e scavi. È grazie a queste prime scoperte di reperti che nel 1964 nacque l’attuale Museo Civico, con l’istituzione di un “Antiquarium” comunale. Tra 1965 e il 1968 avviene la scoperta della Tomba Annesi Piacentini da parte della Soprintendenza Archeologica per l’Etruria Meridionale, sul colle dell’Olivetello. Successivamente, il proseguimento degli scavi della Soprintendenza porta al rinvenimento, sullo stesso colle, della Tomba dei Flabelli. I reperti provenienti dalle sepolture andarono ad arricchire la collezione dell’Antiquarium che, con l’emanazione del decreto del Ministero della Pubblica Istruzione, acquisì lo status di “Museo minore”. Questo status fu mantenuto fino al 1985, quando si dispose la completa ristrutturazione del Museo. In località Rigostano invece, durante gli anni ’80, viene ritrovata la cosiddetta Tomba del Guerriero, i cui reperti furono annessi alla collezione esistente. Nel 1997 il Museo venne ampliato, arrivando ad occupare tutto il pianterreno del Palazzo Comunale e fu dotato dei più moderni impianti di monitoraggio e controllo. Ma è solo con la nomina del professor Gregorio Bianchini a Direttore che, il 20 Marzo 2000, il Museo Civico di Trevignano Romano venne ufficialmente inaugurato.

## Beni conservati
Il Museo Civico ospita al suo interno i reperti provenienti dalla Tomba Annesi Piacentini, dalla Tomba dei Flabelli e dalla Tomba del cosiddetto Guerriero di Rigostano, che coprono un arco cronologico che va dall’VIII al VI sec. a.C.
Della Tomba Annesi Piacentini si conservano i circa 230 reperti del corredo funerario. La maggior parte dei manufatti è realizzata in bucchero, di forme svariate e leggermente decorati a incisione come i numerosi calici, oinochoai e kantharoi, ma sono presenti anche manufatti riccamente decorati. Del corredo fanno parte anche oggetti di importazione come, ad esempio, gli anforoni etrusco-corinzi a teorie di animali e le anfore orientalizzanti con il fregio principale avente un corteo nuziale. La tomba Annesi Piacentini ci ha restituito, inoltre, molti ori e argenti. Tra i gioielli da evidenziare è il pendente in oro con scarabeo in agata incisa, ma anche vaghi in ambra proveniente dal Baltico. Notevoli sono i frammenti di tessuto mineralizzato, presenti anche in traccia sui manufatti bronzei, come le fibule, e su coltelli in ferro.
Della Tomba dei Flabelli si conservano i 70 reperti del suo corredo, composto principalmente da vasi d’impasto e di ceramica dipinta, oggetti in bronzo e in ferro, mentre scarsa è la presenza di manufatti in bucchero. Si evidenzia la presenza del Flabello, da cui deriva il logo del Museo, “un ventaglio” realizzato in lamina di bronzo e decorato a sbalzo, simbolo del potere. Dalla Tomba ci giungono poi resti di due mezzi di trasporto: uno per il tempo di pace, da guidare seduti, il calesse, l’altro da manovrare in guerra, stando in piedi, in parata o andando a caccia, il currus.
Della Tomba del Guerriero di Rigostano si conserva lo “strappo” del letto di deposizione con i resti dell’inumato e del suo corredo. Infatti, il defunto venne sepolto con una serie di manufatti che denotano il suo status di guerriero: una spada corta completa del fodero, un pugnale e lo scudo. Fanno parte del corredo anche un bastone con pomello di bronzo, un rasoio semilunato e altri oggetti personali.
Il Museo conserva, in aggiunta, due ciste litiche villanoviane, contenenti resti di incinerati, un cippo marmoreo con iscrizione e un delicato frammento di fregio con bassorilievo di tralci e grappoli d’uva, di epoca romana.

## Iniziative
Il Museo Civico Etrusco Romano “Gregorio Bianchini” di Trevignano Romano è una istituzione che si dedica a numerose attività culturali e di divulgazione scientifica. Il Museo, infatti, è molto attivo nella ideazione e realizzazione di laboratori di comunità di archeologia sperimentale, rivolti a un pubblico eterogeneo che va dai bambini agli adulti, alle scuole di ogni ordine e grado, Università e pubblico di non addetti ai lavori. Il Museo, inoltre, collabora con le associazioni e gli enti del territorio, come il Parco Regionale Naturale di Bracciano-Martignano, per l’attuazione di vari progetti ed iniziative, ed è stato sede di diverse mostre temporanee, tra cui si cita, a titolo esemplificativo, “La collezione sommersa. Miti e frammenti di un altro tempo”, un allestimento temporaneo di 20 lavori in ceramica dipinta da Hitnes.

## Il Museo e l'Europa
Il Museo Civico di Trevignano Romano aderisce ai principi dichiarati nella Convenzione Quadro del Consiglio di Europa sul valore del patrimonio culturale per la società, ratificata dall’Italia nel 2020 (Convenzione di Faro) e, pertanto, promuove la più ampia valorizzazione dell’eredità culturale e della sua relazione con la comunità e la società, sottolineando la necessità della partecipazione democratica e il ruolo attivo dei cittadini nel processo di valorizzazione.